# 灞桥区
灞桥区是中华人民共和国陕西省西安市的一个市辖区，位于西安市主城区的东部和东北部，是西安市城六区之一。名称由灞河和灞桥遗址而来。区内有半坡遗址、西安世界园艺博览园、白鹿原（西安城区部分）、古灞桥遗址、灞桥生态湿地公园、浐灞湿地、霸陵、汉陵、洪庆山国家森林公园等。灞桥区是西安市的重工业和军工业基地，也是西安市的绿肺和生态功能区。区内国家级西安浐灞生态区、西安国际港务区、西安纺织新区等开发区也成为统筹城乡、旧城改造和推动生态经济发展的重要力量。常住人口約60万人，区人民政府驻紡織城街道。

## 概况
位于西安市主城区东部和东北部，西以灞河与未央区相接，以幸福路与新城区相接，以浐河与雁塔区相接；南与长安区相接；东与蓝田县、临潼区相接；北与高陵县相接。

## 人口
西安市第七次全国人口普查主要数据公报显示：灞桥区常住人口为593962人，男性人口占比51.21%，女性人口占比48.79%，年龄结构中0-14岁占比15.09%，15-59岁占比69.66%，60岁以上占比15.24%，65岁以上占比10.15%。

## 行政区划
灞桥区下辖9个街道办事处：
纺织城街道、十里铺街道、红旗街道、席王街道、洪庆街道、狄寨街道、灞桥街道、新筑街道和新合街道。